# Поддубный, Илья Гаврилович
Илья Гаврилович Поддубный (21 января 1913, Кирпильская, Усть-Лабинский район — 21 января 1989, Береговое) — украинский советский деятель, председатель колхоза «Украина» Кировского района Крымской области. Герой Социалистического Труда (1966). Член Ревизионной Комиссии КПУ в 1966—1976 г.

## Биография
Окончил школу, работал бригадиром колхоза в Краснодарском крае.
Член ВКП(б) с 1939 года.
До 1941 года работал председателем колхоза в Краснодарском крае РСФСР.
С 1941 года находился в Красной армии, был участником Великой Отечественной войны.
В 1948—1950 годах — председатель колхоза «Трудовое согласие» села Яркое Поле Кировского района Крымской области.
В 1950—1957 годах — председатель укрупненного колхоза имени Ворошилова села Яркое Поле Кировского района Крымской области.
С 1957 года по ноябрь 1972 — председатель колхоза «Украина» села Яркое Поле Кировского района Крымской области.
С 1972 года Поддубный находился на пенсии, жил в селе Береговое Кировского района Крымской области.
- Умер: 1989 г. (76 лет), с. Береговое.

## Награды
- Герой Социалистического Труда (30.04.1966)
- два ордена Ленина
- орден Октябрьской Революции (1971)
- ордена
- медали

## Ссылка
- Хозяин «Украины» // Крымская правда. 22 января 2013 года.
- Биографическая справка